# Comissão Nacional de Eleições

A Comissão Nacional de Eleições  (CNE) é o organismo independente instituído pela Assembleia da República que tem por missão principal assegurar a igualdade de tratamento e de oportunidades dos cidadãos e dos demais intervenientes nos processos eleitorais e referendários em Portugal e a igualdade de oportunidades de ação e propaganda das candidaturas. A CNE é o órgão superior da administração eleitoral com competência para disciplinar e fiscalizar, naquele âmbito, todos os atos de recenseamento e operações eleitorais para órgãos eletivos de soberania, das regiões autónomas e do poder local e para o Parlamento Europeu, bem como no âmbito do instituto do referendo.

## Missão
A Comissão Nacional de Eleições tem por atribuições:
- Promover o esclarecimento objetivo dos cidadãos acerca dos atos eleitorais, designadamente através dos meios de comunicação social;
- Assegurar a igualdade de tratamento dos cidadãos em todos os atos de recenseamento e operações eleitorais;
- Assegurar a igualdade de oportunidades de ação e propaganda das candidaturas durante as campanhas eleitorais;
- Registar a declaração de cada órgão de imprensa relativamente à posição que assume perante as campanhas eleitorais;
- Proceder à distribuição dos tempos de antena na rádio e na televisão entre as diferentes candidaturas;
- Decidir os recursos que os mandatários das listas e os partidos interpuserem das decisões do Governador Civil ou, no caso das regiões autónomas, do Representante da República, relativas à utilização das salas de espetáculos e dos recintos públicos;
- Apreciar a regularidade das receitas e despesas eleitorais;
- Elaborar o mapa dos resultados nacionais das eleições;
- Desempenhar as demais funções que lhe são atribuídas pelas leis eleitorais.

As decisões da CNE têm carácter vinculativo e, no exercício da sua competência, a Comissão tem sobre os órgãos e agentes da administração pública os poderes necessários ao cumprimento das suas funções.

## Enquadramento jurídico
A CNE é uma entidade dotada de independência técnica e política, regendo-se pelo disposto na Lei n.º 71/78, de 27 de dezembro, e no seu Regimento, publicado no Diário da República, 2.ª Série, n.º 236, de 12 de dezembro de 2011, alterado pela Declaração de Retificação publicada no Diário da República, 2ª Série, n.º 243, de 21 de dezembro de 2011. 
São os seguintes os diplomas que fazem o enquadramento da CNE:
- Lei n.º 71/78, de 27 de dezembro — Cria a CNE junto da Assembleia da República e estabelece a sua composição, atribuições e funcionamento.
  - Lei n.º 4/2000, de 12 de abril — Primeira alteração à Lei n.º 71/78, de 27 de dezembro.

## Composição
Nos termos da sua Lei de enquadramento, a CNE é composta por:
- Um juiz conselheiro do Supremo Tribunal de Justiça, a designar pelo Conselho Superior de Magistratura, que será o presidente;
- Cidadãos de reconhecido mérito, a designar pela Assembleia da República, integrados em lista e propostos um por cada grupo parlamentar;
- Um técnico designado por cada um dos departamentos governamentais responsáveis pela Administração Interna, pelos Negócios Estrangeiros e pela Comunicação Social.

Os membros da Comissão Nacional de Eleições são designados até ao trigésimo dia após o início de cada legislatura e tomam posse perante o Presidente da Assembleia da República nos trinta dias posteriores ao termo do prazo de designação. 
Os membros da Comissão Nacional de Eleições mantêm-se em funções até ao ato de posse de nova Comissão, sendo inamovíveis e independentes no exercício das suas funções.
Os membros da Comissão perdem o seu mandato caso se candidatem em quaisquer eleições para os órgãos de soberania, das regiões autónomas ou do poder local.

## História institucional
A Comissão Nacional de Eleições tem a sua origem na necessidade, sentida logo aquando da eleição da Assembleia Constituinte, de assegurar condições de igualdade entre as diferentes listas de candidatos.
Com aquele objetivo foi nomeada, ao abrigo do disposto no artigo 13.º do Decreto-Lei n.º 621-C/74, de 15 de novembro, uma Comissão Nacional de Eleições, a qual foi empossada a 27 de fevereiro de 1975, em cerimónia levada a efeito no Palácio de São Bento, a que presidiu o Primeiro Ministro do IV Governo Provisório, brigadeiro Vasco dos Santos Gonçalves.
Tratava-se de um órgão nomeado com o fim específico de acompanhar aquela eleição, estando prevista a sua dissolução noventa dias depois do apuramento geral da eleição. 
Refletindo a instabilidade política que se vivia em Portugal, a composição inicial foi sucessivamente alterada pelos Decretos-Lei n.º 85-D/75, de 26 de fevereiro, e n.º 101/75, de 3 de março, até que verificada a impossibilidade de (…) cumprir regularmente as funções que lhe estavam cometidas mantendo-se a composição inicial (…) e tendo a experiência demonstrado (…) que certos partidos políticos retardavam sistematicamente o andamento dos trabalhos e que, assim, a Comissão não podia cumprir, pelo menos com a prontidão que se impunha, os seus deveres, decorrendo as sessões improficuamente, dadas as discussões estéreis, de puro carácter partidário, levantadas pelos representantes de alguns partidos, pelo Decreto-Lei n.º 137-D/75, de 17 de março, os partidos políticos deixaram de nela estar representados. 
A partir de então, a Comissão funcionou sem mais vicissitudes e, em observância do comando do diploma que a criara, dissolveu-se em 1 de julho de 1975, após 40 reuniões. 
Instalada a Assembleia Constituinte e sendo necessário preparar novo recenseamento eleitoral com vista à eleição do parlamento que se previa resultasse da aprovação da Constituição, foi publicado o Decreto-Lei n.º 25-A/76, de 15 de janeiro, que cometia a uma nova CNE responsabilidades na fiscalização do recenseamento eleitoral. Pelo Decreto-Lei n.º 93-B/76, de 29 de janeiro, são fixadas as suas competências e funcionamento. A partir de então a CNE passou a dispor de legislação própria, sendo a sua composição fixada pelo Decreto n.º 106-A/76, de 6 de fevereiro. 
A nova CNE tomou posse perante o Primeiro Ministro do VI Governo Provisório, almirante José Baptista Pinheiro de Azevedo, em ato realizado no Palácio de São Bento, a 10 de Fevereiro de 1976.
Tendo em conta os inconvenientes da criação de Comissões ad-hoc para cada eleição, a 27 de dezembro de 1978, foi publicada a atualmente vigente Lei n.º 71/78, que conferiu estabilidade à instituição, dando-lhe um carácter permanente e estabelecendo que os membros de comissão cessante se mantêm em funções até ao ato de posse da sucessora.